# Ida Dominijanni
Ida Dominijanni (Catanzaro, 2 febbraio 1954) è una giornalista, filosofa e storica italiana.

## Biografia
Laureata in Filosofia all'Università di Firenze nel 1977, è allieva di Cesare Luporini e Rosario Villari, coi quali discute una tesi in storia contemporanea. Negli anni della formazione universitaria si avvicina al femminismo e ai movimenti di sinistra. Dal 1982 al 2012 è giornalista presso il quotidiano il manifesto, dapprima lavorando alla sezione culturale, e poi come notista politica ed editorialista, con la rubrica settimanale Politica o quasi.
Negli anni ottanta conduce alcune trasmissioni radiofoniche su Radio 3 (Noi voi loro donna, Ora D, Antologia di Radiotre, Prima pagina, Faccia a faccia).
All'inizio degli anni novanta collabora con le cattedre di filosofia politica e filosofia del linguaggio delle Università di Verona e di Siena e con Mario Tronti, nell'ambito del Centro per la Riforma dello Stato.
Tra il 2001 e il 2008 è docente a contratto di filosofia sociale presso l'Università Roma Tre.
In questo periodo tiene un ciclo di conferenze alle Università di Melbourne, Auckland e Sydney. Entra, inoltre, in contatto con Judith Butler e Wendy Brown, con le quali avvia un dialogo incentrato sulla crisi della sovranità nei modelli politico-statali contemporanei.
Figlia di Bruno Dominijanni, esponente del Partito Socialista Italiano e presidente delle Giunta regionale calabrese dal 1980 al 1985, nelle elezioni politiche del 2013 è stata candidata al Senato della Repubblica Italiana nella regione Calabria come capolista di Sinistra Ecologia Libertà, senza essere eletta..
Nel 2016 firma l'appello de Il Fatto Quotidiano a sostegno delle ragioni per il "No" per il referendum costituzionale sulla riforma Renzi-Boschi.

## Opere
- I. Dominijanni (a cura di), Motivi della libertà, Franco Angeli, 2001, ISBN 9788846431578.
- S. Bonsignori, I. Dominijanni, S. Giorgi (a cura di), Si può, Manifestolibri, 2005, ISBN 9788872854105.
- I. Dominijanni, Il trucco - Sessualità e biopolitica nella fine di Berlusconi, Ediesse, 2014, ISBN 9788823019171.